# Pulador
Pulador ist ein Distrikt, auch Unterpräfektur genannt, in der brasilianischen Gemeinde Passo Fundo im Bundesstaat Rio Grande do Sul.
Er liegt etwa 24 Kilometer südwestlich des Stadtzentrums zwischen den Städten Passo Fundo und Carazinho auf einer Seehöhe von 650 Metern ü. NN. Er zählt etwa 1200 Einwohner (Stand: 2004). Unweit des Ortes befindet sich die Quelle des Rio da Várzea.
Am 27. Juni 1894 war der Ort Schauplatz der Schlacht von Pulador.